# Меланхолія (гравюра Дюрера)
«Меланхолія» — різцева гравюра на міді німецького художника Альбрехта Дюрера, закінчена в 1514 році. «Меланхолія» — одна з найбільш таємничих робіт Дюрера, що виділяється складністю і неочевидністю ідеї, яскравістю символів і алегорій.
Розміри оригіналу гравюри 23,9 × 18,8 см.
Це один з трьох графічних аркушів Альбрехта Дюрера, які увійшли в історію мистецтва під назвою «Майстерні гравюри»: «Лицар, смерть і диявол», «Святий Ієронім у келії» і «Меланхолія I».
Детальний опис композиції навела Ц. Г. Нессельштраус:
```
...перед нами морський берег, безмежна далечінь води та сутінкове небо, прорізане веселкою та зловісними променями комети. На передньому плані, в оточенні розкиданих безладно столярних і будівельних інструментів, сидить, підперши рукою голову, занурена в глибоку задуму крилата жінка. У руці у неї розкритий циркуль, до пояса прив'язані зв'язування ключів та гаманець. Неподалік землі лежить дерев'яна куля, далі видніється великий кам'яний багатогранник, з-за якого виглядає плавильний тигель. Позаду жінки похмурий хлопчик, що піднявся на жернов, насилу виводить щось на дощечці. Поруч згорнувся в клубок худий собака. Справа в глибині височить кам'яна будівля, можливо, недобудована, тому що до неї притулені дерев'яні сходи. На стінах будівлі висить пісочний годинник, ваги та дзвін і накреслений магічний квадрат. У небі, в променях комети, поширила крила величезний кажан. На крилах миші напис: «Меланхолія I» (…) Відразу ж відчуваючи, що крилату жінку пригнічують сумніви і незадоволеність, глядач, однак, стає безвихідним перед безліччю розсіяних тут натяків. Чому Меланхолія зображена крилатою, що означає її бездіяльність, що з хлопчик зображений позаду, у чому значення магічного квадрата, навіщо розкидані навколо інструменти, у чому сенс цифри «I»?
```

## Деталі зображення і символіка
- На передньому плані гравюри — крилатий Геній, що сидить, підперши лівою рукою голову, яка прикрашена вінком. На колінах закрита книга, у правій руці циркуль. На поясі зв'язка ключів і два гаманця.
- На млиновому жорні сидить путто. Хлопчик з крилами в мистецтві бароко і Ренесансу символізує передвісника земного або ангельського духу. Він задумливо пише на восковій дощечці.
- Навколо центральної фігури хаотично розкидані: молоток, щипці, цвяхи, пила, рубанок, лінійка й інші інструменти.
- У ніг крилатої постаті, згорнувшись клубком, спить собака.
- На стінах споруди є ваги, годинник (пісочний і сонячний), дзвін і висічений магічний квадрат. До невидимої стіни приставлені сходи, що ведуть на верхній поверх.
- На небі веселка, а низько над горизонтом — яскраве сонце, що освітлює портове місто.
- Сфера і багатогранник. Бічними гранями є два правильних трикутники і шість нерегулярних п'ятикутників; дванадцять вершин належать до двох різних типів. Навколо зображеного багатогранника Дюрера точаться супечки щодо його властивостей.
- Дюрер склав перший в європейському мистецтві магічний квадрат, 4х4. Сума чисел в будь-якому рядку, стовпці, діагоналі, а також в кожній чверті (в тому числі в центральному квадраті) і сума кутових чисел дорівнює 34. Два середніх числа в нижньому ряду вказують дату створення картини (1514). Два крайніх числа в нижньому ряду відповідають ініціалами художника. У середніх квадратах першого стовпчика внесені виправлення — цифри деформовані.

## Інтерпретація
- Гравюра містить дуже багато символів, частина з яких пов'язана з планетою Сатурн (планетою-покровителькою меланхоліків). За часів Дюрера меланхоліків ділили на три типи. До першого відносили людей з багатою уявою, це — художники, поети, ремісники. До другого — людей, у яких розум переважає над почуттям: вчених, державних діячів. Третій тип — люди, у яких переважає інтуїція: богослови та філософи. Так як Дюрер був художником, він відносив себе до першого типу меланхоліків, про що і свідчить напис на гравюрі «MELENCOLIA I».
- Мистецтвознавець Паола Волкова бачила в гравюрі автопортрет Дюрера і відзначала поділ на три яруси. Перший — рівень ремісничий, до якого відносяться такі предмети ремесла, як рубанки, інструменти, ідеально виточена куля. Другий ярус — інтелектуальне пізнання. Третій ярус — непізнаваного і божественного. Сходи йдуть в небо, за край гравюри, те ж саме з вежею. Ці три яруси — проєкція внутрішнього світу художника, автора. Ангел на картині і є Дюрер. Циркуль в його руці говорить, що незважаючи на безмежну свободу ангела, який володіє крилами, все повинно бути обмежено, відміряно.

## У популярній культурі
У книзі Дена Брауна «Втрачений символ» професор Роберт Ленґдон розшифровує таємницю масонської піраміди за допомогою магічного квадрата, зображеного на задньому плані «Меланхолії». Однак в описі гравюри, який наводиться в книзі, сказано, що «Меланхолія» виконана не на міді, а на тисненому папері. У книзі французького письменника Анрі Левенбрюк «Заповіт століть» головні герої намагаються розгадати зашифроване послання, приховане в гравюрі «Меланхолія».

## Цікаві факти
Вінок постаті сплетений з кресс-салату (nasturtium officinale).